# 1,2-Дихлоретан
1,2-дихлоретан (раніше. хлористий етилен) — хлорорганічна речовина; безбарвна рідина з солодкуватим запахом, що має формулу ClCH2−СН2Cl. Сильний наркотичний засіб, що чинить на людину канцерогенну дію.
Вперше синтезували 1795 року голландські хіміки, звідки й назва — «рідина голландських хіміків». Широко застосовується як напівпродукт органічного синтезу (найчастіше — у виробництві вінілхлориду), а також як розчинник.

## Історія створення
1781 року голландські хіміки Дейманн і ван Троствік вперше в чистому вигляді синтезували етилен (сировина для отримання 1,2-дихлоретану) впливом сульфатної кислоти на винний спирт при нагріванні. 1795 року інші голландські хіміки Бонд і Ловеренбург вивчили склад газу, і визнали його вуглеводнем. Потім ці ж четверо голландських учених вперше провели реакцію сполучення етилену з хлором, продуктом якої стала масляниста речовина, названа «олією голландських хіміків» (нині за номенклатурою — 1,2-дихлоретан). Звідси пішла назва «олійного газу» для етилену та назва класу «олефіни» (від лат. oleum — олія).

## Фізичні властивості
Безбарвна летка рідина зі солодкуватим запахом, що нагадує хлороформ. Добре розчиняється у спирті, ефірі, нафтових вуглеводнях, погано розчинний у воді. Густина за +20 °C становить 1,253 г/см3. Температура кипіння становить 83,47 °C, а плавлення — 35,36 °C. Легко випаровується, утворює азеотропну суміш із водою (71,6 °C, 91,8 мас. % дихлоретану). Хороший розчинник багатьох органічних сполук і полімерів, при цьому тверді вуглеводні при температурі нижче +25 °C розчиняються в дихлоретані погано, на цьому засноване його застосування для депарафінізації олій.

## Хімічні властивості
Здатний вступати в реакцію галогенування, взаємодіючи з хлором у рідкій або паровій фазі в присутності радикальних ініціаторів. Продукт реакції — 1,1,2-трихлоретан:
{\displaystyle {\mathsf {Cl\!\!-\!\!H_{2}C\!\!-\!\!CH_{2}\!\!-\!\!Cl}}+{\mathsf {Cl_{2}}}\rightarrow {\mathsf {Cl\!\!-\!\!H_{2}C\!\!-\!\!CHCl_{2}}}+{\mathsf {HCl}}}
Також 1,2-дихлоретан здатний дегідрохлоруватися при дії спиртових або водних розчинів лугів або при нагріванні вище 250 °C (утворюється вінілхлорид):
{\displaystyle {\mathsf {Cl\!\!-\!\!H_{2}C\!\!-\!\!CH_{2}\!\!-\!\!Cl}}+{\mathsf {NaOH}}\rightarrow {\mathsf {H_{2}C\!\!=\!\!CH\!\!-\!\!Cl}}+{\mathsf {NaCl}}+{\mathsf {H_{2}O}}}
Вступає в реакцію гідролізу з утворенням етиленгліколю. Реакція протікає в присутності кислот або лугів за 140—250 °C та тиску до 4 МПа:
{\displaystyle {\mathsf {Cl\!\!-\!\!H_{2}C\!\!-\!\!CH_{2}\!\!-\!\!Cl}}+{\mathsf {2H_{2}O}}\rightarrow {\mathsf {H_{2}C\!\!-\!\!OH\!\!-\!\!CH_{2}\!\!-\!\!OH}}+{\mathsf {2HCl}}}
При нагріванні до 120 °C дихлоретану з аміаком у водних або спиртових середовищах у присутності солей амонію отримують етилендіамін:
{\displaystyle {\mathsf {Cl\!\!-\!\!H_{2}C\!\!-\!\!CH_{2}\!\!-\!\!Cl}}+{\mathsf {4NH_{3}}}\rightarrow {\mathsf {H_{2}N\!\!-\!\!CH_{2}\!\!-\!\!CH_{2}\!\!-\!\!NH_{2}}}+{\mathsf {2NH_{4}Cl}}}
З ціанистим натрієм дихлоретан утворює сукциннітрил:
{\displaystyle {\mathsf {Cl\!\!-\!\!H_{2}C\!\!-\!\!CH_{2}\!\!-\!\!Cl}}+{\mathsf {2NaCN}}\rightarrow {\mathsf {NC\!\!-\!\!CH_{2}\!\!-\!\!CH_{2}\!\!-\!\!CN}}+{\mathsf {2NaCl}}}
Вступає в реакцію алкілювання в присутності каталізаторів Фріделя — Крафтса, взаємодії з бензолом та його аналогами:
{\displaystyle {\mathsf {Cl\!\!-\!\!H_{2}C\!\!-\!\!CH_{2}\!\!-\!\!Cl}}+{\mathsf {2C_{6}H_{6}}}\rightarrow {\mathsf {C_{6}H_{5}\!\!-\!\!H_{2}C\!\!-\!\!H_{2}C\!\!-\!\!C_{6}H_{5}}}+{\mathsf {2HCl}}}
При нагріванні з розчинами полісульфідів натрію дихлоретан утворює каучукоподібну речовину тіокол:
{\displaystyle {\mathsf {nCl\!\!-\!\!H_{2}C\!\!-\!\!CH_{2}\!\!-\!\!Cl}}+{\mathsf {Na_{2}S_{n}}}\rightarrow }{\displaystyle {\mathsf {(\!\!-\!\!CH_{2}\!\!-\!\!CH_{2}\!\!-\!\!S(=S)\!\!-\!\!S(=S)\!\!-\!\!)_{n}}}+{\mathsf {2nNaCl}}}

## Отримання
Щороку в США, Західній Європі та Японії разом виробляють понад 17,5 млн. тонн дихлоретану.
Основним методом одержання є каталізована хлоридом заліза(III) реакція приєднання хлору до етилену. Вона протікає у дві стадії за температури +20-80 °С у середовищі дихлоретану. На виході отримують продукт чистотою 99,86 % (мас.), селективність процесу підвищують до 98,5 % і вище добавками інгібітору:
{\displaystyle {\mathsf {H_{2}C\!\!=\!\!CH_{2}}}+{\mathsf {Cl_{2}}}\rightarrow {\mathsf {Cl\!\!-\!\!CH_{2}\!\!-\!\!CH_{2}\!\!-\!\!Cl}}}
1979 року запропоновано інший спосіб проведення цієї реакції, що полягає в тому, що хлорування ведуть за 95-130 °С, під невеликим тиском, застосовуючи надлишок етилену 1,01-1,10 проти стехіометрії в присутності хлоридів міді та сурми.
Іншим поширеним способом отримання 1,2-дихлоретану є окислювальне хлорування етилену в присутності каталізатора на основі хлориду міді(II). Ступінь конверсії етилену становить 20-40 %:
{\displaystyle {\mathsf {2H_{2}C\!\!=\!\!CH_{2}}}+{\mathsf {4HCl}}+{\mathsf {O_{2}}}\rightarrow {\mathsf {2Cl\!\!-\!\!CH_{2}\!\!-\!\!CH_{2}\!\!-\!\!Cl}}+{\mathsf {2H_{2}O}}}

## Застосування
Як розчинник 1,2-дихлоретан має багато позитивних властивостей: дешевизна, значна розчиняльна здатність, слабка займистість і легкістю отримання у великих кількостях. Однак, через схильність до гідролізу при кип'ятінні з водою з утворенням агресивного солянокислого середовища, частіше застосовують дорожчий трихлоретилен. Також хлористий етилен не розчиняє нітро- і ацетилцелюлози (тільки в суміші з метанолом або етанолом). До того ж обмеженість застосування пов'язана з токсичністю цієї речовини.
1,2-дихлоретан застосовують як екстрагувальний агент у виробництві рослинних олій, засіб сухого чищення та обкурювання та складник для отримання лаків. Іноді застосовують у сільському господарстві для знезараження приміщення чи зерна від комах та збудників грибкових захворювань.
Найчастіше застосовується як клей для склеювання виробів з оргскла та полікарбонату та приготування рідких клейових сумішей на їхній основі.
Застосовується для підвищення активності каталізатора риформінгу бензинів.

## Безпека
Дихлоретан — сильний наркотичний засіб, канцероген. Викликає дистрофічні зміни в печінці, нирках та інших органах, може спричинити помутніння рогівки. В організм може потрапляти при вдиханні та через шкіру . При вживанні всередину або вдиханні парів викликає отруєння, що характеризується слабкістю, запамороченням, сонливістю, головним болем, солодким смаком у роті, нудотою, блюванням, подразненням слизових оболонок, почервонінням шкіри, при сильних отруєннях можлива непритомність. Перша допомога потерпілому — вдихання свіжого повітря, інгаляція киснем, штучне дихання; підшкірне введення камфори, кофеїну, кордіаміну.
Допустима концентрація пари в повітрі робочої зони дорівнює 10 мг/м3 (середньозмінна за 8 год) та 30 мг/м3 (максимальна разова). Поріг сприйняття запаху може досягати 450—750 мг/м3 та 1500 мг/м3[відсутнє в джерелі].
Максимальна з разових масових концентрацій домішки в атмосферному повітрі — 3 мг/м3, середньодобова масова концентрація домішки — 1 мг/м3. ГДК у воді водойм — 2 мг/дм3. Смертельна доза для людини при вживанні всередину - близько 20 мл.[джерело не вказане 1015 днів]. Належить до легкозаймистих рідин, межі вибуховості в повітрі становлять 6,2-16 об. %.